# Carl Laemmle
Carl Laemmle (Laupheim, Württemberg, Alemania; 17 de enero de 1867-Beverly Hills, California; 24 de septiembre de 1939) fue un empresario y productor estadounidense nacido en Alemania, pionero de la industria cinematográfica y fundador de Universal Studios.
Luego de emigrar a los Estados Unidos en 1884 y trabajar en diferentes oficios, Laemmle comenzó en el negocio de la distribución de películas, y lo convirtió en uno de los más importantes de los Estados Unidos. En 1909 produjo su primera película: Hiawatha, una versión de 15 minutos del poema de Henry Wadsworth Longfellow. Por entonces, ya era considerado una figura principal entre los productores independientes.
En 1915 construyó la Universal City. Realizó varias producciones exitosas, como Blind Husbands (1919), Esposas frívolas (1922), El fantasma de la ópera (1925) y Frankenstein (1931).